# 粉利
粉利是主要分布于中国广西南北的一种特色小吃，主要分布于南宁市和钦州市，民间传说中与春秋时期的伍子胥有关。粉利的主料是大米，配以其他的辅料制作而成，有大吉大利的寓意，因由米粉制成，故得名“粉利”。食用时通常切成细条或片状。粉利在每年的冬至左右上市，一直到下一年的二、三月才下架。

## 外观
粉利通常长约2分米左右，两头圆，为圆柱形，外表及内部都为白色，表面常有红色的印记，常见的印记有中国结等。有些粉利是红色或黄色。

## 制作
将选好的大米进行充分浸泡，将米洗净并磨成米浆，后置于铁锅中，炒熟，直到可以搓成型为止。而后将炒熟的米浆搓成圆柱状（其他形状亦可），放入蒸锅蒸煮。至八成熟，取出晾干后即成粉利。